# Evelyn du Monceau
Evelyn du Monceau, geboren Evelyn Janssen (15 december 1950) is een Belgische bestuurster. Van 2017 tot 2021 was ze voorzitster van de raad van bestuur van chemiebedrijf UCB.

## Biografie

### Familie
Evelyn du Monceau is een telg uit het geslacht Janssen. Ze is een dochter van André Janssen, gedelegeerd bestuurder van familiebedrijf UCB, en Anne van Derton. Ze is gehuwd met Diego graaf du Monceau de Bergendal (1949), zoon van Yves-Jean du Monceau de Bergendal, PSC-politicus en ondernemer, en Raymonde Vaxelaire, mede-erfgename van de winkelketen Au Bon Marché en een dochter van ondernemer Raymond Vaxelaire. Ze hebben drie kinderen. Ze is een nicht van Paul-Emmanuel Janssen, Eric Janssen en Daniel Janssen.

### Carrière
Du Monceau behaalde het diplomat van licentiaat in de toegepaste economische wetenschappen aan de Katholieke Universiteit Leuven en studeerde internationale relaties aan de Harvard-universiteit in de Verenigde Staten.
In 1984 werd ze lid van de raad van bestuur van chemiebedrijf UCB, dat haar grootvader in 1928 oprichtte. In 2006 werd ze vicevoorzitster van UCB en voorzitster van het benoemings- en remuneratiecomité. In 2017 volgde ze Gerhard Mayr op als voorzitster van het bedrijf. In april 2021 bereikte ze de leeftijdslimiet voor bestuurders bij UCB. Ze werd door Stefan Oschmann opgevolgd.
Du Monceau was tevens lid van de raad van bestuur van Financière de Tubize, de referentieaandeelhouder van UCB; de Commissie Corporate Governance, chemiemultinational Solvay, investeringsmaatschappij Solvac en FBNet Belgium, de federatie van familiale bedrijven in België.